# Raffles, the Amateur Cracksman
Raffles, the Amateur Cracksman, známý také pod názvy Raffles či The Adventures of Raffles, the Amateur Cracksman, byl americký němý film z roku 1905. Režisérem byl Gilbert M. Anderson (1880–1971). Film byl dlouhý asi 320 metrů a trval zhruba 15 minut. Film je považován za ztracený.
Film byl natočen podle námětu divadelní hry Raffles, the Amateur Cracksman od Eugenea Wileyho Presbreyho, který se inspiroval povídkou The Amateur Cracksman (1899) od E. W. Hornunga. Hra byla uvedena na Broadwayi 27. října 1903 a těšila se velkému úspěchu.

## Obsazení
| J. Barney Sherry | Raffles |